# Музей пам'яток стародавнього Львова
Музе́й пам'ято́к старода́внього Льво́ва (інша назва — Музей найдавніших пам'яток Львова) — відділ Львівської картинної галереї, у якому представлені експонати, що розповідають про Львів княжих часів.
У 1993 році в приміщенні костелу святого Івана Хрестителя та на його подвір'ї організовано Музей найдавніших пам'яток Львова. Рішення про створення прийнято на підставі археологічних досліджень, у результаті яких виявлено, що на цьому місці існувало слов'янське поселення ще задовго до заснування Львова.
В експозиції музею — археологічні знахідки, зразки образотворчого мистецтва, церковні реліквії та історичні документи, які дають уявлення про культуру, ремесла і побут населення у часи створення та становлення Львова.
Найціннішим експонатом музею є ікона середини XIV століття «Львівська Богородиця», яка тимчасово зберігається у сховищах Львівської галереї мистецтв.

## Світлини

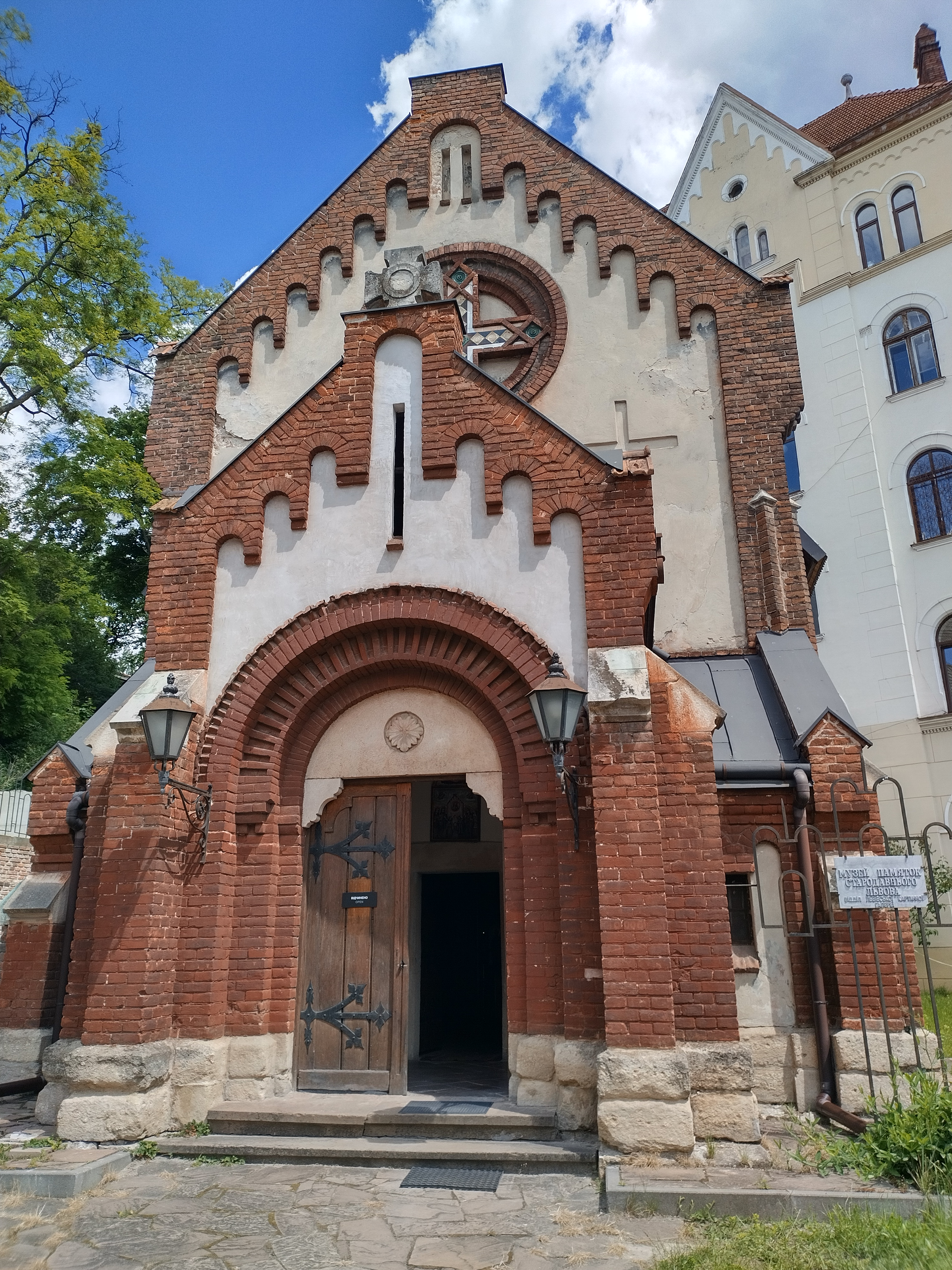
Головний вхід
Скульптура на подвір'ї
Пластичний макет стародавнього Львова ( з 1999 по 2016 експонувався в музеї)
Таблиця при вході